# Juglandales
Juglandales is een botanische naam, voor een orde van tweezaadlobbige planten: de naam is gevormd uit de familienaam Juglandaceae. Een orde onder deze naam wordt zelden erkend door systemen voor plantentaxonomie, en ook niet door het APG-systeem (1998) en het APG II-systeem (2003): daar worden de betreffende planten ingevoegd in de orde Fagales.
In het Cronquist-systeem (1981), waar de orde geplaatst werd in een onderklasse Hamamelidae, was de omschrijving:
- orde Juglandales
familie Juglandaceae
familie Rhoipteleaceae

In het Wettstein-systeem (1935), waar de orde werd ingedeeld in de onderklasse Choripetalae, had ze de volgende samenstelling:
- orde Juglandales
familie Juglandaceae
familie Julianiaceae